# Helpoort

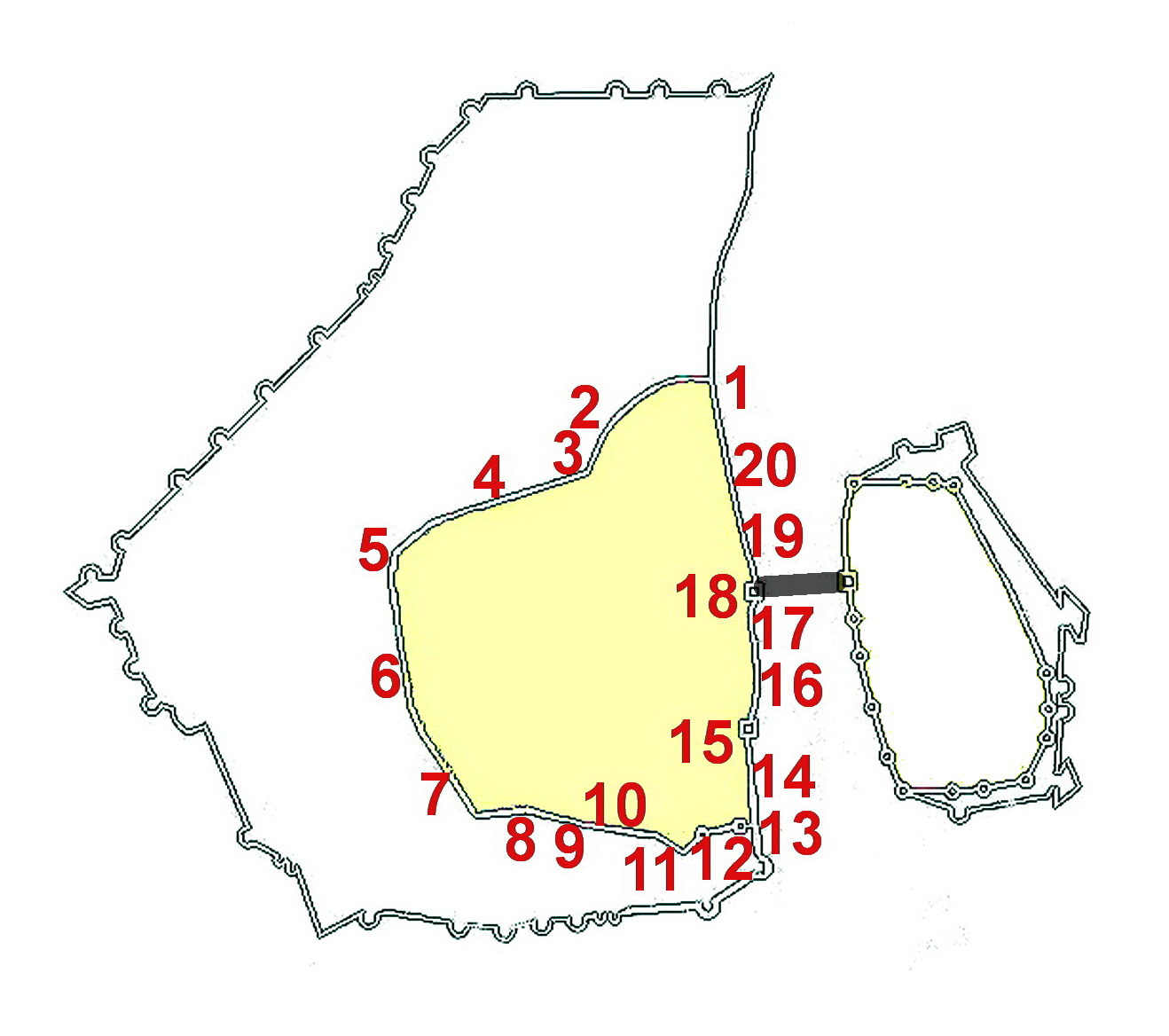
Mappa della prima cinta muraria di Maastricht, Helpoort è il numero 12

Helpoort, precedentemente chiamata anche Jekerpoort, Hoogbruggepoort, Alde Poort op den Ancker, Kruittorenpoort o De Twee Torens è un'antica porta cittadina della città olandese di Maastricht, Paesi Bassi.
La porta fa parte della prima cinta muraria di Maastricht e si trova nel quartiere Jeker, all'estremità meridionale di Sint Bernardusstraat, di fronte al Pesthuys. Poco più a destra nella cinta muraria si trova la torre d'angolo Jekertoren.
La porta risale al XIII secolo ed è la più antica porta cittadina tuttora esistente nei Paesi Bassi. 
La porta è nel registro dei monumenti nazionali dei Paesi Bassi (Rijksmonumentenregister) col numero 27997.